# Premi de la Crítica de poesia castellana
El Premi de la Crítica va ser creat l'any 1956 i es concedeix als millors llibres de narrativa i poesia publicats a Espanya al llarg de l'any anterior en les quatre llengües de l'Estat (castellà, català, basc i gallec). El jurat està format normalment per 22 membres de l'Associació Espanyola de Crítics Literaris. És un guardó sense dotació econòmica però de gran prestigi.

## Premiats en poesia castellana
- 1957: Gabriel Celaya (Espanya, 1911-1991), per De claro en claro..
- 1958: José Hierro (Espanya, 1922-2002), Cuanto sé de mí.
- 1959: Blas de Otero (Espanya, 1916-1979), per Ancia.
- 1960: José Manuel Caballero Bonald (Espanya, 1926), per Las horas muertas.
- 1961: José Ángel Valente (Espanya, 1929-2000), per Poemas a Lázaro.
- 1962: José María Valverde (Espanya, 1926-1996), per Voces para San Mateo.
- 1963: Vicente Aleixandre (Espanya, 1896-1984), per En un vasto dominio.
- 1964: María Elvira Lacaci (Espanya, 1928-1997), per Al este de la ciudad.
- 1965: José Hierro del Real (Espanya, 1922-2002), per Libro de las alucinaciones.
- 1966: Claudio Rodríguez (Espanya, 1934-1999), per Alianza y condena.
- 1967: Francisco Brines (Espanya, 1932), per Palabras en la oscuridad.
- 1968: Carlos Bousoño (Espanya, 1923-2015), per Oda en la ceniza.
- 1969: Vicente Aleixandre (Espanya, 1896-1984), per Poemas de la consumación.
- 1970: Luis Rosales Camacho (Espanya, 1910-1992), per El contenido del corazón.
- 1971: Eladio Cabañero (Espanya, 1930-2000), per Poesia.
- 1972: Salvador Espriu (Espanya, 1913-1985), per Semana Santa.
- 1973: Alfonso Canales (Espanya, 1923), per Réquiem andaluz.
- 1974: Carlos Bousoño (Espanya, 1923-2015), per Las monedas sobre la losa.
- 1975: Luis Felipe Vivanco (Espanya, 1907-1975), per Los caminos.
- 1976: Antonio Colinas (Espanya, 1946), per Sepulcro en Tarquinia
- 1977: José Manuel Caballero Bonald (Espanya, 1926), per Descrédito del héroe.
- 1978: Angel García López (Espanya, 1935), per Mester andalucí.
- 1979: Luis Rosales Camacho (Espanya, 1910-1992), per Diario de una resurrección.
- 1980: José Ángel Valente (Espanya, 1929-2000), per Tres lecciones de tinieblas
- 1981: Luis Antonio de Villena (Espanya, 1951), por Huir del invierno.
- 1982: Vicente Núñez (Espanya, 1926-2002), por Ocaso en Poley.
- 1983: Jaime Siles (Espanya, 1951), por Música de agua.
- 1984: Andrés Sánchez Robayna (Espanya, 1952), por La roca.
- 1985: Luis Alberto de Cuenca y Prado (Espanya, 1950), por La caja de plata.
- 1986: Justo Navarro (Espanya, 1953), por Un aviador prevé su muerte.
- 1987: Miguel d'Ors (Espanya, 1946), por Curso superior de ignorancia.
- 1988: Francisco Bejarano (Espanya, 1945), por Las tardes.
- 1989: Javier Salvago (Espanya, 1950), por Volverlo a intentar.
- 1990: Antonio Carvajal Milena (Espanya, 1945), por Testimonio de invierno.
- 1991: Abelardo Linares (Espanya, 1952), por Espejos.
- 1992: José Agustín Goytisolo (Espanya, 1928-1999), por La noche le es propicia.
- 1993: Andrés Trapiello (Espanya, 1953), por Acaso una verdad.
- 1994: Antonio Hernández (Espanya, 1943), por Sagrada forma.
- 1995: Felipe Benítez Reyes (Espanya, 1960), por Vidas improbables.
- 1996: Diego Jesús Jiménez (Espanya, 1942), por Itinerario para náufragos.
- 1997: María Victoria Atencia (Espanya, 1931), por Las contemplaciones.
- 1998: José Hierro (Espanya, 1922-2002), por Cuaderno de Nueva York.
- 1999: Guillermo Carnero Arbat (Espanya, 1947), por Verano inglés.
- 2000: Antonio Cabrera Serrano (Espanya, 1958), por En la estación perpetua.
- 2001: Carlos Marzal (Espanya, 1961), por Metales pesados.
- 2002: Vicente Gallego (Espanya, 1963), por Santa deriva.
- 2003: Luis García Montero (Espanya, 1958), por La intimidad de la serpiente.
- 2004: Jacobo Cortines (Espanya, 1946), por Consolaciones.
- 2005: Eloy Sánchez Rosillo (Espanya, 1948), por La certeza.
- 2006: Julia Uceda (Espanya, 1925), por Zona desconocida.
- 2007: Chantal Maillard (Bèlgica, 1951), por Hilos.
- 2008: Eduardo García (Espanya, 1965), por La vida nueva.[1]
- 2009: Francisco Ferrer Lerín (Espanya, 1942), por Fámulo.[2]
- 2010: Juana Castro (Espanya, 1945), por Cartas de Enero.[3]
- 2011: Tomás Segovia (Espanya-Mèxic, 1927-2011), per Estuario.
- 2012: Juan Carlos Mestre (Espanya, 1957), per La bicicleta del panadero.
- 2013: Antonio Hernández (Espanya, 1943), per Nueva York después de muerto.
- 2014: Lorenzo Oliván (Espanya, 1968), per Nocturno casi.[4]
- 2015: Ángeles Mora Fragoso (Espanya, 1952), per Ficciones para una autobiografía
- 2016: Fermín Herrero (Espanya, 1963), per Sin ir más lejos.
- 2017: Luis Bagué Quílez (Espanya, 1978), per Clima mediterráneo.